# 캄포 데 라 레이나 빅토리아
캄포 데 라 레이나 빅토리아(스페인어: Campo de la Reina Victoria, 빅토리아 여왕의 구장)는 스페인 안달루시아 주 세비야에 있었던 다목적 경기장이다. 이 경기장에서 주로 축구 경기를 치렀고, 세비야가 안방 경기를 이 곳에서 치렀다. 이 경기장은 1918년에 개장하여 세비야는 이 경기장을 안방 구장으로 10년 쓰다가, 네르비온 경기장으로 둥지를 옮겼다.
캄포 데 라 레이나 빅토리아는 1925 코파 델 레이 결승전도 개최했는데, 이 경기에서 바르셀로나가 아레나스 게초를 2-0으로 이기고 대회 우승을 거두었다.